# Гуннар Торвальдссон
Гуннар Гейдар Торвальдссон (ісл. Gunnar Heiðar Þorvaldsson, нар. 1 квітня 1982, Вестманнові острови) — ісландський футболіст, що грав на позиції нападника, зокрема за клуби «Вестманнаейя», «Гальмстад» та «Норрчепінг», а також за національну збірну Ісландії.

## Клубна кар'єра
У дорослому футболі дебютував 1999 року виступами за команду «Вестманнаейя», в якій провів п'ять сезонів, взявши участь у 72 матчах чемпіонату. У складі «Вестманнаеї» був одним з головних бомбардирів команди, маючи середню результативність на рівні 0,51 гола за гру першості. Двічі поспіль, у 2003 і 2004 роках, ставав найкращим бомбардиром ісландської першості.
Своєю непересічною результативністю привернув увагу представників тренерського штабу шведського «Гальмстада», до складу якого приєднався наприкінці 2004 року. У складі команди з Гальмстада проовжив регулярно відзначатися забитими голами і, забивши 16 голів в сезоні 2005 року.
2006 року новим клубом забивного ісландця став німецький «Ганновер 96». Утім у Німеччині нападник не зумів пробитися до основного складу нової команди і за рік був відданий в оренду до норвезької «Волеренги». Згодом перейшов до данського «Есб'єрга», який віддавав нападника в оренду спочатку до англійського «Редінга» та норвезького «Фредрікстада».
2011 року повернувся до Швеції, уклавши контракт з «Норрчепінгом», у складі якого провів наступні два роки своєї кар'єри гравця. Більшість часу, проведеного у складі «Норрчепінга», був основним гравцем атакувальної ланки команди. І в цій команді продовжував регулярно забивати, в середньому майже у кожному другому матчі чемпіонату.
Протягом 2013—2015 років грав за турецький «Коньяспор» та шведський «Геккен», а завершував ігрову кар'єру на батьківщині у рідній команді «Вестманнаейя» у 2015–2018 роках.

## Виступи за збірні
1998 року дебютував у складі юнацької збірної Ісландії (U-17), загалом на юнацькому рівні взяв участь у 8 іграх, відзначившись одним забитим голом.
Протягом 2002–2003 років залучався до складу молодіжної збірної Ісландії. На молодіжному рівні зіграв у семи офіційних матчах.
2005 року дебютував в офіційних матчах у складі національної збірної Ісландії. Загалом протягом кар'єри в національній команді, яка тривала 9 років, провів у її формі 24 матчі, забивши 5 голів.

## Титули і досягнення
- Найкращий бомбардир чемпіонату Ісландії (2):

2003 (13 голів), 2004 (12 голів)
- Найкращий бомбардир чемпіонату Швеції (1):

2005 (16 голів)